# Moya (arquitectura)

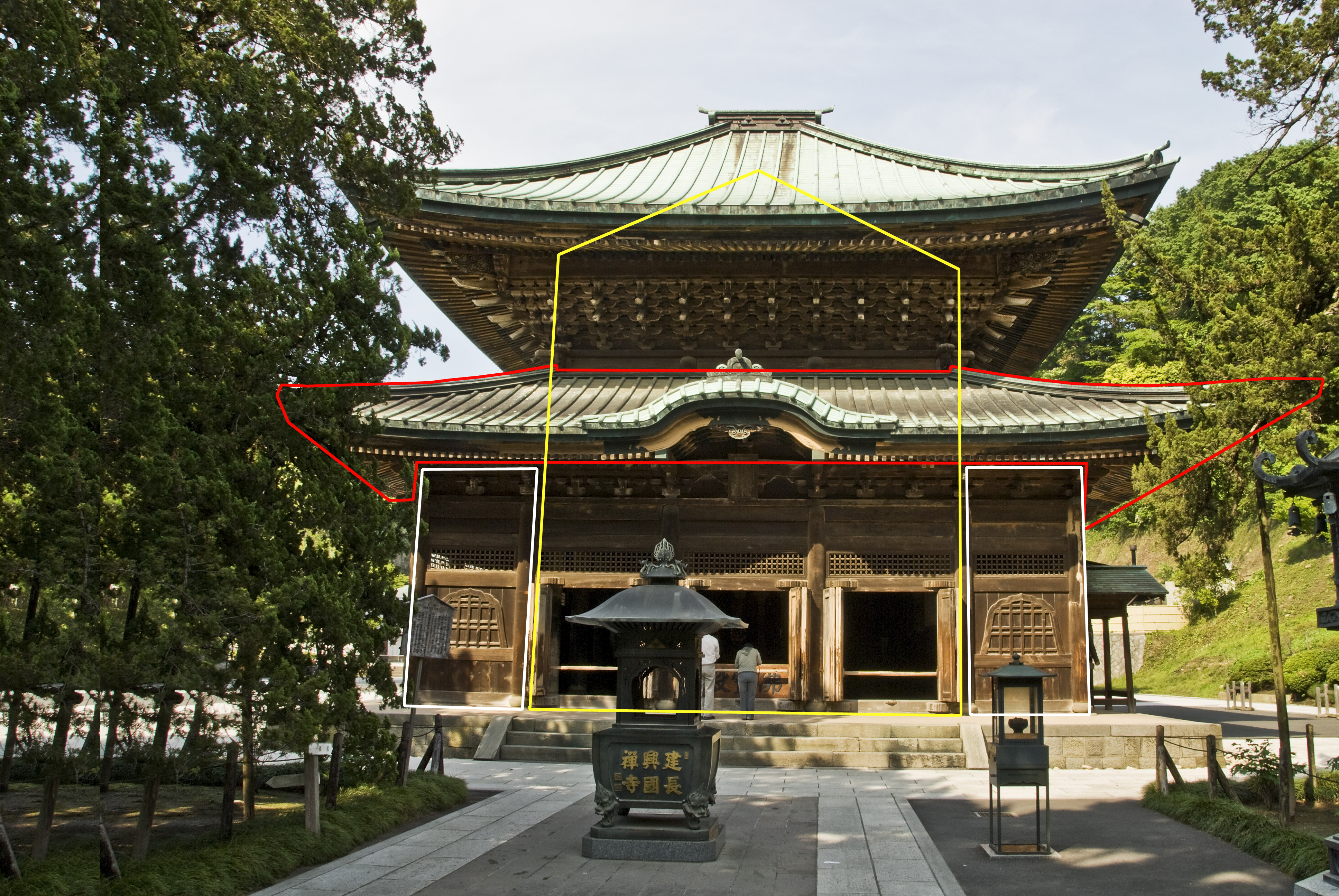
Amarillo: moya, blanco: hisashi, rojo: mokoshi

En la arquitectura japonesa  (母屋 moya?) Es el núcleo de un edificio. Originalmente, la parte central de un edificio residencial fue llamado moya. Después de la introducción del budismo a Japón en el siglo sexto, moya se ha utilizado para referirse a la zona central sagrada de un edificio del templo. Por lo general, está rodeado por el pasillo con áreas llamadas hisashi. En los templos construidos estilo a dos aguas (irimoya-zukuri), la parte dos aguas por lo general cubre el moya mientras que la parte a cuatro aguas cubre los pasillos.

## Plano de planta de unbutsuden

Plano de planta de un butsuden

El dibujo muestra el plano de planta de un butsuden Zen típico. El núcleo del edificio (moya) es 3 x 3 ken y está rodeado por los cuatro lados por hisashi de un ken, con lo que las dimensiones externas del edificio a un total de 5 x 5 ken. Debido a que el hisashi está cubierto por un techo contenido propio, la butsuden parece tener dos pisos, pero en realidad sólo tiene uno.
Este techo contenido decorativo que no corresponde a una división vertical interna se llama mokoshi (裳階・裳層 también pronunciado shōkai'?), Literalmente "piso de la falda" o "piso brazalete".
La misma estructura se puede encontrar en un tahōtō con el mismo efecto:. La estructura parece tener un segundo piso, pero en realidad no es así.